# Supercopa andorrana 2012
La Supercopa andorrana 2012 è stata la decima edizione della supercopa andorrana di calcio.
La partita fu disputata dal FC Lusitanos, vincitore del campionato, e dal FC Santa Coloma, vincitore della coppa.
L'incontro si giocò il 16 settembre 2012 allo Estadi Comunal d'Aixovall e vinse il FC Lusitanos, al suo primo titolo ai tempi supplementari.

## Tabellino
| Aixovall 16 settembre 2012 | FC Lusitanos | 2 – 1 | FC Santa Coloma | Estadi Comunal d'Aixovall |